# Liste der Monuments historiques in Bazus
Die Liste der Monuments historiques in Bazus führt die Monuments historiques in der französischen Gemeinde Bazus auf.

## Liste der Bauwerke
| Bezeichnung      | Beschreibung                     | Standort | Kennzeichnung | Schutzstatus | Datum | Bild           |
| ---------------- | -------------------------------- | -------- | ------------- | ------------ | ----- | -------------- |
| Kirche St-Pierre | Erbaut Ende des 15. Jahrhunderts | (Lage)   | PA00094286    | Inscrit      | 1978  | weitere Bilder |

## Liste der Objekte
| Bezeichnung                                      | Beschreibung                                | Standort                       | Kennzeichnung | Schutzstatus | Datum | Bild |
| ------------------------------------------------ | ------------------------------------------- | ------------------------------ | ------------- | ------------ | ----- | ---- |
| Retabel und Wandvertäfelung im Chor              | Holz, bemalt und vergoldet, 18. Jahrhundert | in der Kirche St-Pierre (Lage) | PM31000037    | Classé       | 1979  |      |
| Retabel und Wandvertäfelung in der Marienkapelle | Holz und Stuck, 18. Jahrhundert             | in der Kirche St-Pierre (Lage) | PM31000038    | Classé       | 1979  |      |